# Substance préoccupante
Les « substances préoccupantes » (et au sein de ce groupe les « substances extrêmement préoccupantes » sont environ  1500 produits chimiques dont les effets sont préoccupants pour la santé publique, la santé au travail et/ou l'environnement, par exemple parce qu'elles sont cancérigènes, mutagènes ou reprotoxiques (elles sont alors classées dans le groupe dit des CMR) ou parce qu'elles sont des perturbateurs endocriniens.
En Europe, au regard du Règlement REACh (sur l'enregistrement, l'évaluation, l'autorisation et les restrictions des substances chimiques, en vigueur depuis le 1er juin 2007), on comptait environ 1500 substances préoccupantes au début des années 2000. 

REACh vise à améliorer le contrôle de ces substances, impose des restrictions « conçues pour faire face aux risques qui ne sont pas correctement maîtrisés par l’industrie ». Il impose aussi un processus d’autorisation visant « à garantir que les risques émanant de substances extrêmement préoccupantes sont maîtrisés et que ces substances seront progressivement remplacées par des produits de substitution appropriés lorsque ceux-ci seront économiquement et techniquement viables ».
En 2013, la Commission, les États-membres et l’Agence européenne des produits chimiques (AEPC) devraient intensifier leurs efforts pour identifier les substances extrêmement préoccupantes, en s’appuyant sur les options de gestion des risques (OGR)

## Définition, critères
Dans le cadre du Règlement Reach, un certain nombre de substances sont « soumises à autorisation de mise sur le marché ») quel que soit le tonnage (sauf exemption au titre de l'art. 56 du titre VII du règlement Reach). Le classement de ces substances se fait via une procédure conduite par l'AEPC avec un Comité des États membres (CEM). 
Une substance est dite extrêmement préoccupante si elle remplit une ou plusieurs des conditions suivantes :
- substances cancérogène]s, mutagènes ou reprotoxiques (CMR) de catégorie 1 ou 2 au regard de la Directive 67/548/CEE (ou de catégorie 1A ou 1B, conformément aux sections 3.5,3.6 et 3.7 de l’annexe I du règlement (CE) no 1272/2008) ;
- substances préoccupantes persistantes (qui se décomposent lentement ou pas du tout) ;
- substances préoccupantes bioaccumulables (qui s’accumulent dans les organismes et l'environnement) et toxiques (PBT) ;
- substances préoccupantes très persistantes et très bioaccumulables (vPvB) conformément aux critères de l’annexe XIII du règlement REACh ;
- perturbateur endocrinien (ou substance dont il est scientifiquement prouvé qu'elle peut affecter la santé humaine ou l'environnement, qui suscite un niveau de préoccupation équivalent à celui suscité par l'utilisation d'autres substances listées ci-dessus ; ces substances sont identifiées, au cas par cas, à la demande d'un État-membre ou de la Commission.

Elles sont classées par l’AEPC dans une annexe dite « Annexe XIV du Règlement Reach ». Ainsi, à la date du 21 mars 2013, trente-et-une substances « extrêmement préoccupantes » avaient été extraites de la liste de substances candidates.

## Le marché et les substances préoccupantes
Tant que la substance ne figure que sur la liste des substances candidates à l'autorisation , elle peut être vendue sans autorisation, mais doit être déclarée dans un tableau européen par les fournisseurs (de substances, de préparations ou d'articles en contenant...). 
Dans deux cas le fournisseur doit aussi la déclarer au destinataire qui le demande :
1. dans le cas de préparations contenant une substance (ou plusieurs substances) présentant un danger pour la santé ou l’environnement, si ce produit est présent en concentration individuelle supérieure ou égale à 1 % en poids pour les préparations autres que gazeuses ou supérieure ou égale à 0,2 % en volume pour les préparations gazeuses ou, la préparation (autre que gazeuse) contient au moins une substance PBT ou vPvB ;
2. dans le cas d'une substance inscrite à la liste 59.1 pour un niveau de préoccupation équivalent, en concentration individuelle supérieure ou égale à 0,1 %.

## Le cas des nanomatériaux
Les problèmes de sécurité environnementale et sanitaire posés par les nanoparticules et nanomatériaux sont nouveaux et encore très discutés.
La commission considère que REACH reste un bon cadre pour traiter ce problème, mais à condition de le modifier et de l'adapter aux spécificités de ces produits : « La Commission envisage de modifier certaines des annexes du règlement REACH et encourage l’ECHA à élaborer de  nouvelles orientations pour les enregistrements après 2013 ». Le 21 juin 2013, la Commission européenne a lancé une consultation, ouverte à tous jusqu'au 13 septembre 2013, sur les modifications des annexes de REACH afin de clarifier la procédure d'enregistrement des nanomatériaux dans les dossiers d'enregistrement.